# Маунт Рејнир (Мериленд)
Маунт Рејнир (енгл. Mount Rainier) град је у америчкој савезној држави Мериленд.

## Демографија
По попису из 2010. године број становника је 8.080, што је 418 (-4,9%) становника мање него 2000. године.
| Група             | 2000.         | 2010.         |
| Белци             | 1.319 (15,5%) | 1.050 (13,0%) |
| Афроамериканци    | 5.274 (62,1%) | 4.263 (52,8%) |
| Азијати           | 196 (2,3%)    | 187 (2,3%)    |
| Хиспаноамериканци | 1.555 (18,3%) | 2.536 (31,4%) |
| Укупно            | 8.498         | 8.080         |